# Gonçalo Malheiro
Gonçalo Malheiro (ur. 11 maja 1978 w Porto) – portugalski rugbysta grający na pozycjach łącznika ataku lub obrońcy, reprezentant kraju, uczestnik Pucharu Świata w 2007 roku.
Podczas kariery sportowej związany był z klubami CDUP, UCM Madrid i Grupo Desportivo Direito, z którymi występował również w europejskich pucharach.
W reprezentacji Portugalii w latach 1998–2007 rozegrał łącznie 39 spotkań zdobywając 261 punktów. W 2007 roku został powołany na Puchar Świata, na którym wystąpił w dwóch meczach swojej drużyny.
Trzykrotnie wystąpił również w barwach Barbarian F.C..
Ukończył studia w zakresie inżynierii lądowej na Universidade do Porto.